# Aedes vansomerenae
Aedes vansomerenae är en tvåvingeart som beskrevs av Mattingly 1955. Aedes vansomerenae ingår i släktet Aedes och familjen stickmyggor.
Artens utbredningsområde är Seychellerna. Inga underarter finns listade i Catalogue of Life.